# Sarrussophone
Le sarrussophone ou sarrusophone est un instrument de musique inventé durant la deuxième moitié du XIXe siècle par les Français Pierre-Auguste Sarrus (1813-1876) et Pierre-Louis Gautrot (1812-1882). L'invention du sarrussophone succède de peu à celle du saxophone. « Sarrussophone » est la forme utilisée par l'Encyclopædia Universalis et par Le Petit Robert. Il semble que la graphie « sarrusophone » vienne de son inventeur.

## Présentation
Les sarrussophones sont classés dans la famille des bois (instruments à anche double et perce conique) et non dans la famille des cuivres comme pourrait le faire penser le corps métallique de l'instrument. Les compositeurs français, insatisfaits des possibilités du contrebasson notamment pour les ensembles de plein air, lui préférèrent le sarrussophone. Toutefois la sonorité du sarrussophone n'est pas aussi timbrée que celle du contrebasson.

## Les membres de la famille
Ils forment une famille de neuf membres, allant du sarrussophone sopranino au sarrussophone contrebasse :
- sopranino en mi{\displaystyle \flat }
- soprano en si{\displaystyle \flat } (équivalent du hautbois)
- alto en mi{\displaystyle \flat } (équivalent du cor anglais)
- ténor en si{\displaystyle \flat } (équivalent du hautbois baryton)
- baryton en mi{\displaystyle \flat } (équivalent du petit basson en mi{\displaystyle \flat })
- basse en si{\displaystyle \flat } (équivalent du basson)
- contrebasse en mi{\displaystyle \flat }, ut ou si{\displaystyle \flat } (équivalent du contrebasson).

Le sarrussophone contrebasse en ut était le seul utilisé dans les orchestres symphoniques ; aujourd'hui cette partie est remplacée par le contrebasson. Les autres membres de cette famille étaient utilisés dans les musiques d'harmonie.

## Description
Les sarrussophones sont des instruments à anche double, comme le hautbois, le basson ou le cor anglais, mais avec un corps en cuivre. Leur timbre solide et vigoureux était bien adapté au jeu hors des salles de concerts et légitimait leur utilisation dans les orchestres, où ils ne faisaient pas double emploi avec les hautbois, cors anglais et bassons au son plus « maigre ».
Les doigtés sont semblables à ceux de la flûte, du hautbois ou du saxophone.

## Utilisation
Principalement utilisés dans la musique d'harmonie ou la musique militaire, leur timbre volumineux se prête bien aux sonorités de plein air. Ils y remplacent aisément les hautbois qui dans ces conditions sonnent souvent « grêle ». Le sarrussophone contrebasse est plus couramment utilisé dans la musique symphonique et se substitue au contrebasson en gardant dans l'extrême grave une sonorité vigoureuse et moins « maigre » que ce dernier.
La deuxième symphonie Apollo and the Seaman (1907) avec chœur d'hommes, opus 51 de Joseph Holbrooke fait intervenir cet instrument. On le trouve également dans le Requiem de Frederick Delius, Threni d’Igor Stravinsky, La Légende de Tristan de Charles Tournemire, La Tragédie de Salomé de Florent Schmitt, Vieille prière bouddhique de Lili Boulanger ainsi que dans la Rapsodie espagnole et L'Heure espagnole de Maurice Ravel.